# Triade des bardes

Homère le barde de Troie (Jean-Auguste-Dominique Ingres - L'Apothéose d'Homère 1827)

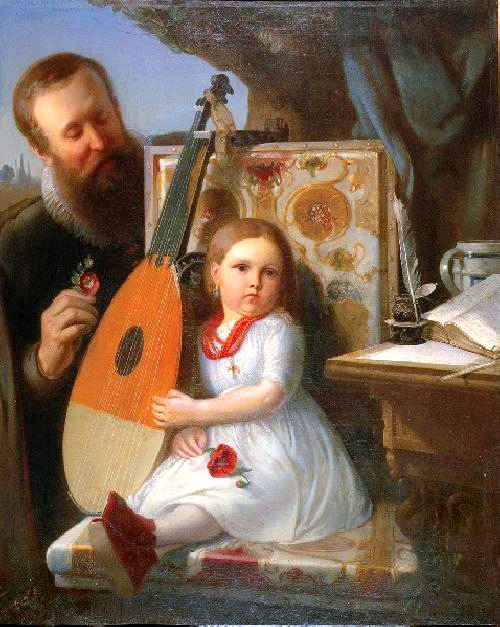
Jan Kochanowski, le barde de Czarnolas (toile de Władysław Łuszczkiewicz)

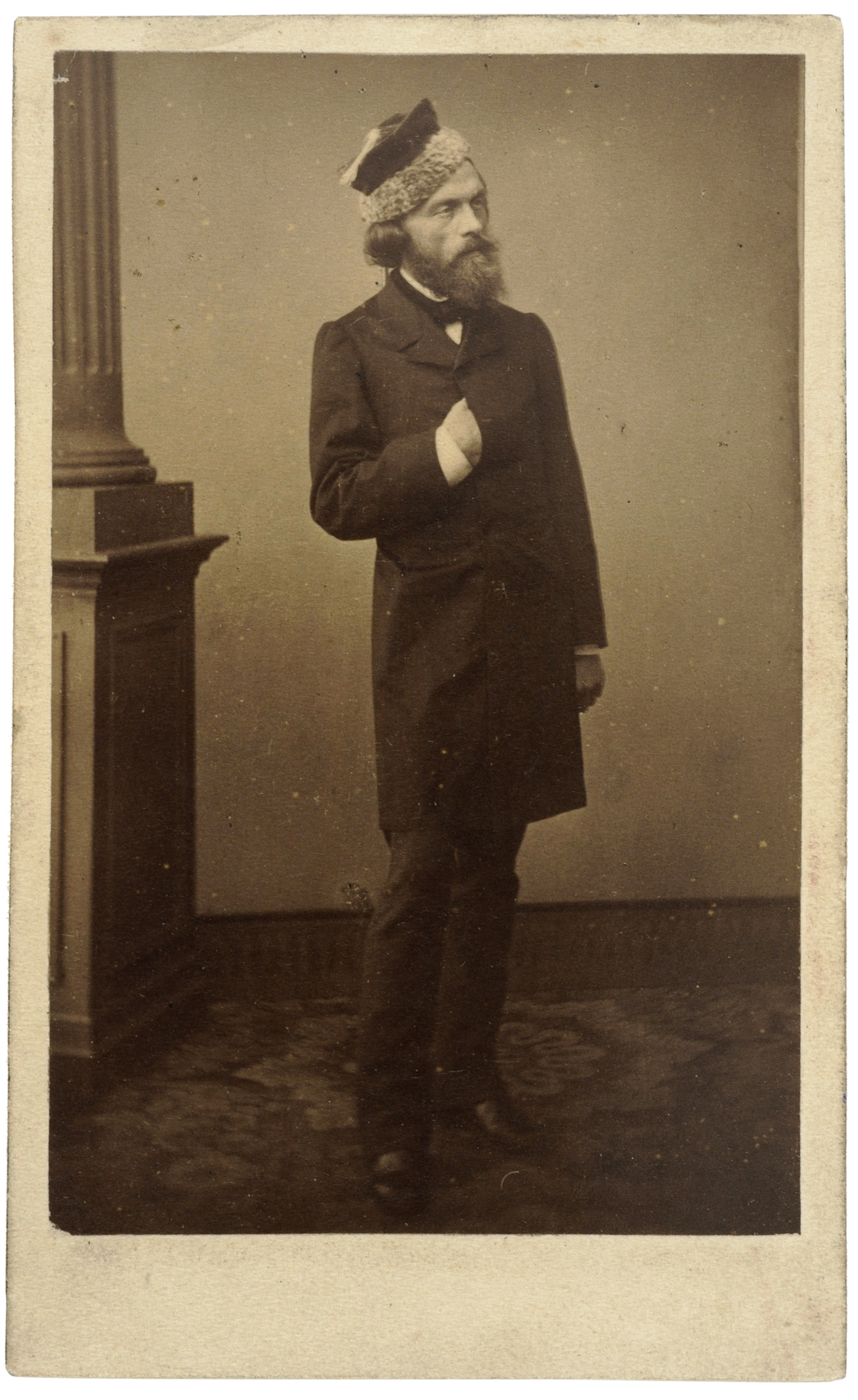
Cyprian Kamil Norwid (considéré par certains comme le quatrième barde polonais)

La Triade des Bardes (en polonais trzej wieszcze [tʂɛj vjɛʂt͡ʂɛ]) désigne les trois grands poètes nationaux du romantisme polonais : Adam Mickiewicz (1798-1855), Juliusz Słowacki (1809-1849) et Zygmunt Krasiński (1812-1859).
On peut les classer ainsi :
- le laudateur du passé (Słowacki)
- le poète du présent (Mickiewicz)
- le prophète du futur (Krasiński).

Tous trois ont vécu et travaillé en exil quand la Pologne-Lituanie avait complètement disparu de la carte et était partagée entre les Russes, les Prussiens et les Autrichiens. Leurs drames et épopées, écrites à la suite de l'insurrection de novembre 1830 contre les occupants russes, touchent tous à la lutte polonaise pour la liberté et l'indépendance, la libération de leur patrie de la domination étrangère.
Ils étaient du point de vue polonais non seulement des poètes qui exprimaient très bien leurs sentiments nationaux, mais aussi des personnes qui pourraient prévoir l'avenir de la Pologne.

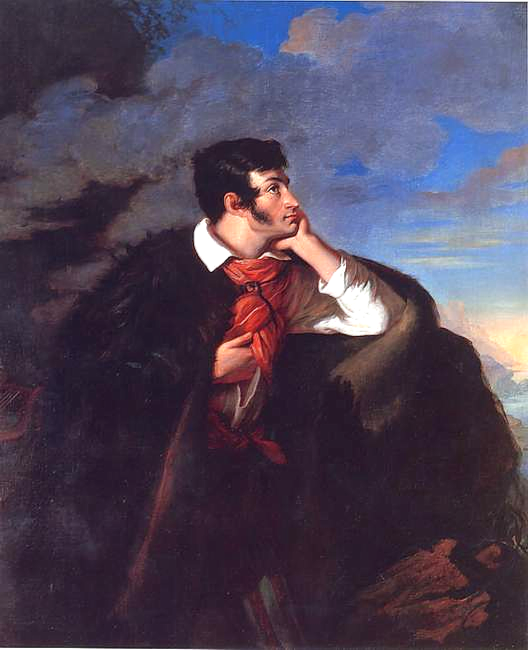
Adam Mickiewicz, le poète du présent (tableau de Walenty Wańkowicz)
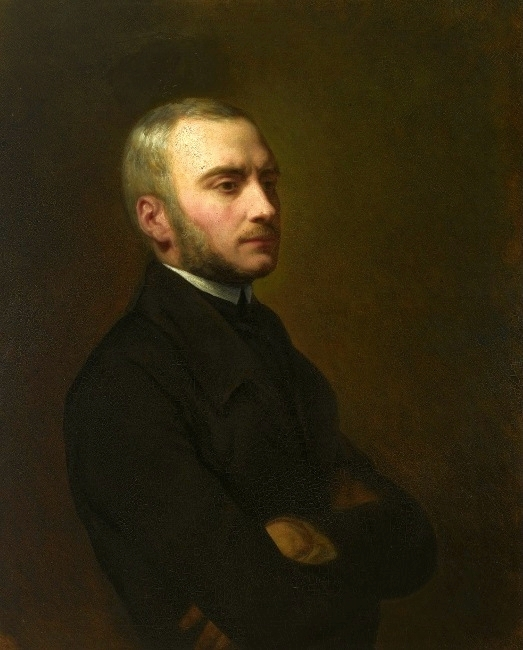
Zygmunt Krasiński, le prophète du futur
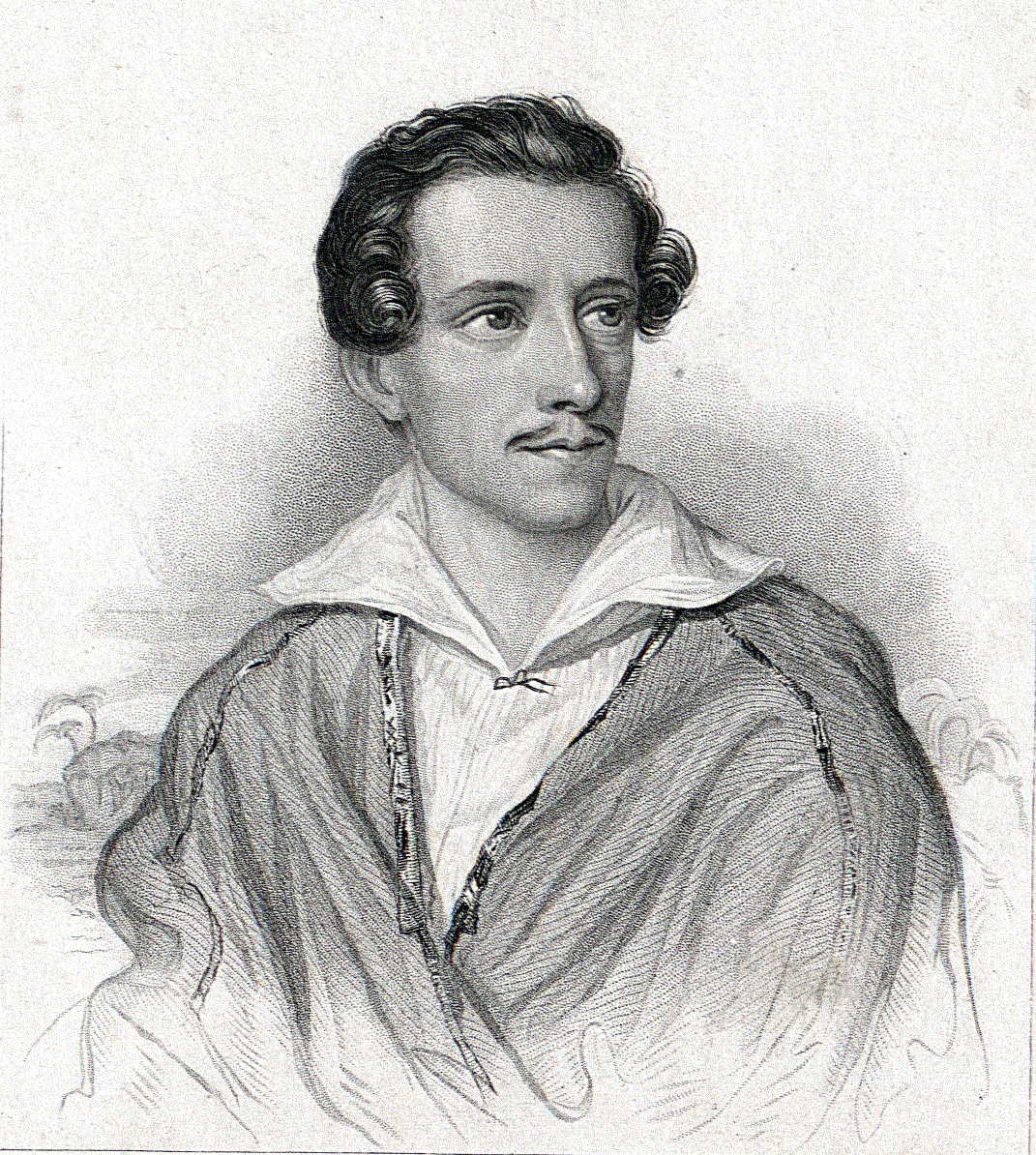
Juliusz Słowacki, le laudateur du passé